# Boston kvæleren
Boston Kvæleren (originaltitel: The Boston Strangler) er en amerikansk film fra 1968 instrueret af Richard Fleischer. Denne film er baseret på en sand historie.

## Medvirkende
- Tony Curtis – Albert DeSalvo
- Henry Fonda – John S. Bottomly
- George Kennedy – Det. Phil DiNatale
- Mike Kellin – Julian Soshnick
- Hurd Hatfield – Terence Huntley
- Murray Hamilton – Det. Frank McAfee
- Jeff Corey – John asgeirsson
- Sally Kellerman – Dianne Cluny
- William Marshall – Atty. Gen. Edward W. Brooke
- George Voskovec – Peter Hurkos
- Leora Dana – Mary Bottomly
- Carolyn Conwell – Irmgard DeSalvo
- Jeanne Cooper – Cloe
- Austin Willis – Dr. Nagy
- Lara Lindsay – Bobbie Eden
- William Hickey – Eugene T. O'Rourke
- Alex Rocco – Detective at Apartment of Victim #10
- James Brolin – Det. Sgt. Phil Lisi
- John Cameron Swayze – T.V. Narrator
- George Furth – Lyonel Brumley